# Đội tuyển Davis Cup Guam
Đội tuyển Davis Cup Guam đại diện Guam ở giải đấu quần vợt Davis Cup và được quản lý bởi Liên đoàn quần vợt Guam.
Guam tham gia Nhóm III khu vực châu Á/Thái Bình Dương.

## Lịch sử
Guam tham gia kì Davis Cup đầu tiên năm 2018. Guam bắt đầu thi đấu như một phần của đội Thái Bình Dương (1995-2017) nhưng vận động viên quần vợt duy nhất của Guam tham gia là Daniel Llarenas (2011-2016).

## Đội hình hiện tại (2018)
- Daniel Llarenas
- Christopher Cajigan
- Jean Pierre Huynh
- Mason Caldwell